# 新世界百貨中國

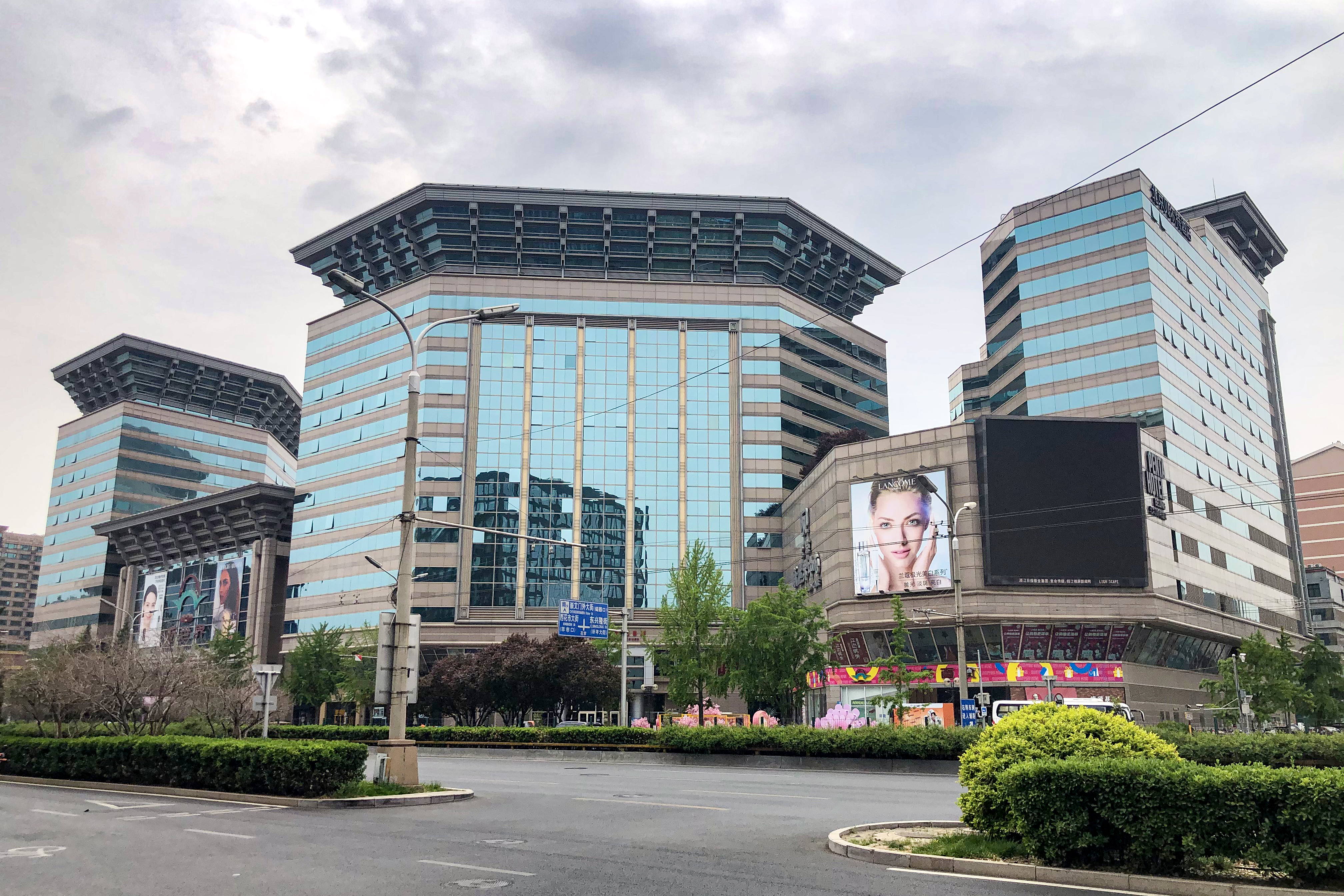
位于北京市崇文门的新世界百货崇文店

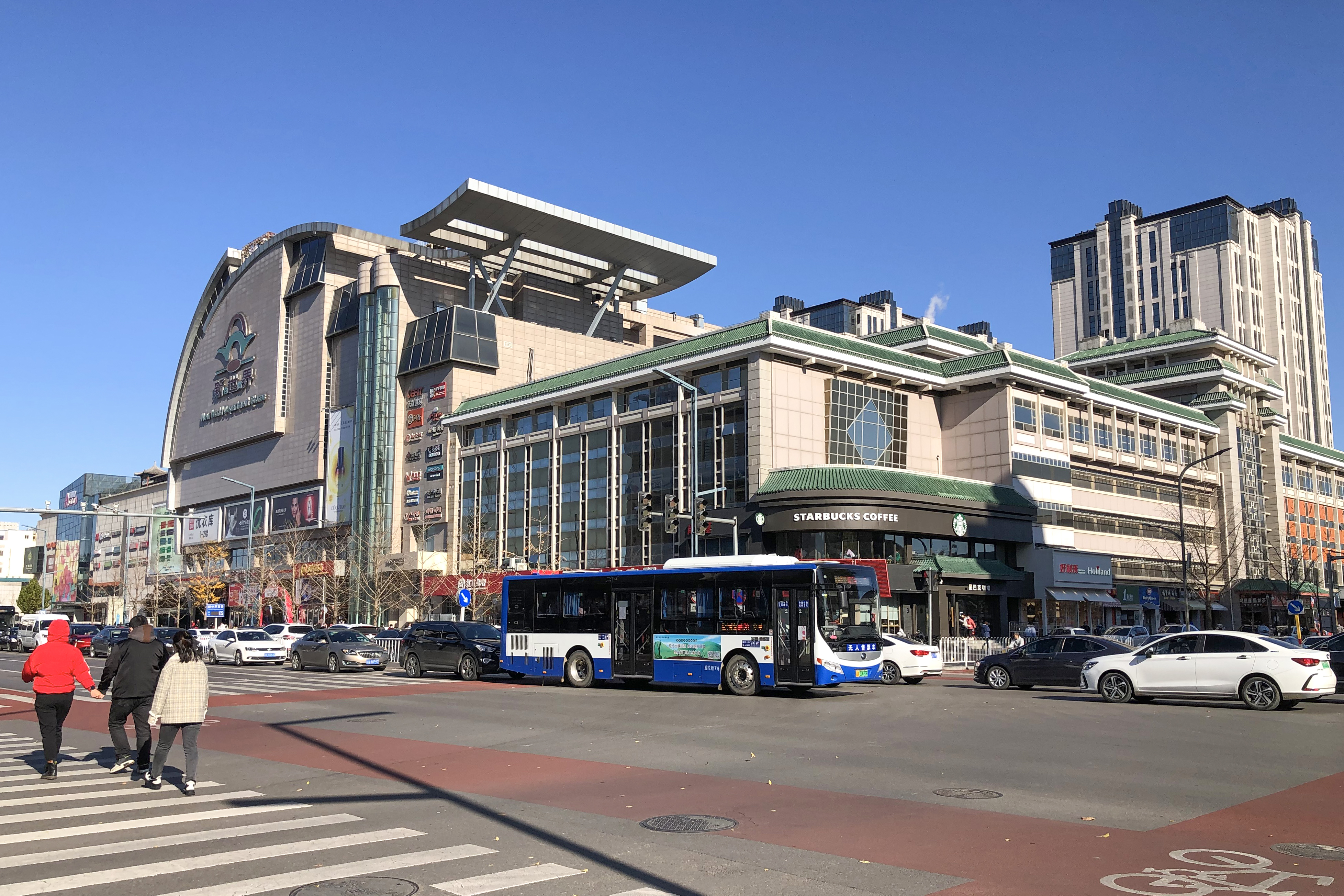
位于北京市顺义区光明街道的新世界百货顺义店

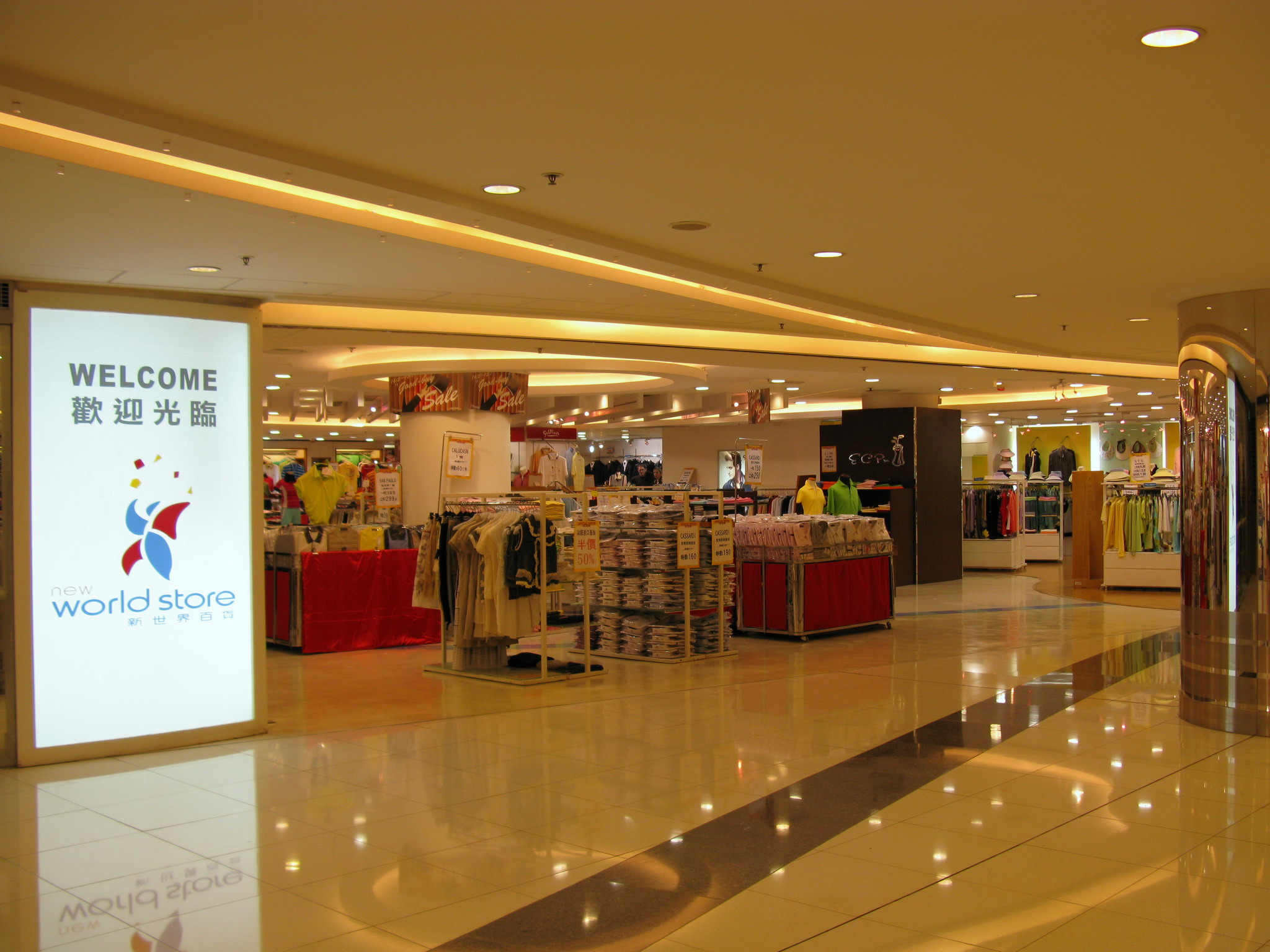
已結業的香港新世界百貨，位於尖沙咀新世界中心東翼

新世界百貨中國有限公司，俗稱新世界百貨，是中國最大的百貨店擁有人及經營者之一，乃新世界發展有限公司（香港上市股份代號：17）中國內地的零售旗艦。公司在開曼群島註冊，主席為鄭志剛。新世界百貨成立于1993年，并于次年11月于武汉开设第一家分店（新世界國貿），目前經營管理26間以「新世界」命名的百貨店及超過11間於上海以「巴黎春天」命名的百貨店及購物中心，業務遍佈超過19個中國主要城市。
集團的市場定位為中國中高檔零售市場，提供一系列的中高檔商品，主要集中銷售時裝、配飾、珠寶及化妝品。在集團的自有店中，銷售主要分為兩類，分別為專櫃銷售及自營銷售。集團的自有店中進行的銷售大部分為專櫃銷售。
集團與專櫃商訂立協議，據此，該等專櫃商佔用集團自有店中的指定範圍或專櫃，出售其品牌的商品，集團則向其收取佣金。專櫃銷售佣金一般按含稅銷售的協定百分比計算（惟設有協定的最低佣金額），視乎專櫃及有關百貨店的成熟程度及該專櫃所供應產品而定。
2013年10月16日新世界百貨中國（825）斥資2.8億元（人民幣，下同），約8倍市盈率，收購上海漢新旗下的上海匯姿百貨全部股權。
2017年6月7日新世界發展提出以每股2元私有化新世界百貨（中國），總作價9.345億元。由於接納要約的股份數目未達要求，要約人於2017年8月28日宣佈要約失效。

## 香港新世界百貨
香港新世界百貨位於尖沙咀新世界中心，前身是香港東急百貨，東急是一間日資公司，旗下的香港東急百貨於1978年開業。直到1998年，東急以租金不斷上升為理由而宣佈撤出香港，並由新世界集團接管。

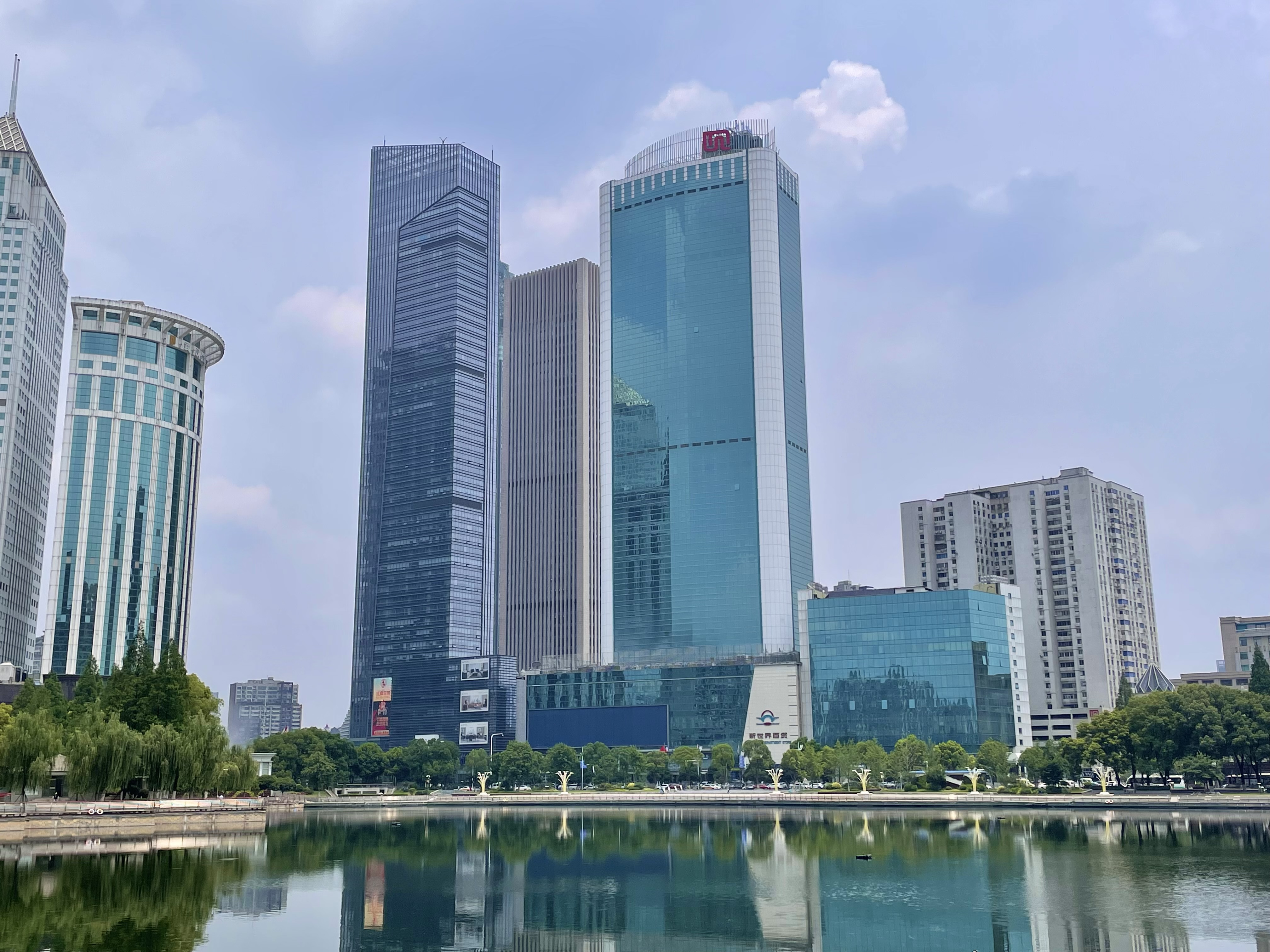
位于武汉市江汉区新世界国贸大厦的新世界百货国贸店，是新世界百货在中国大陆开设的第一家百货商场

由於新世界中心重建，位於東翼的香港分店於2008年7月13日結業，而needs超級市場部分於2010年3月26日結業。